# 멘토스

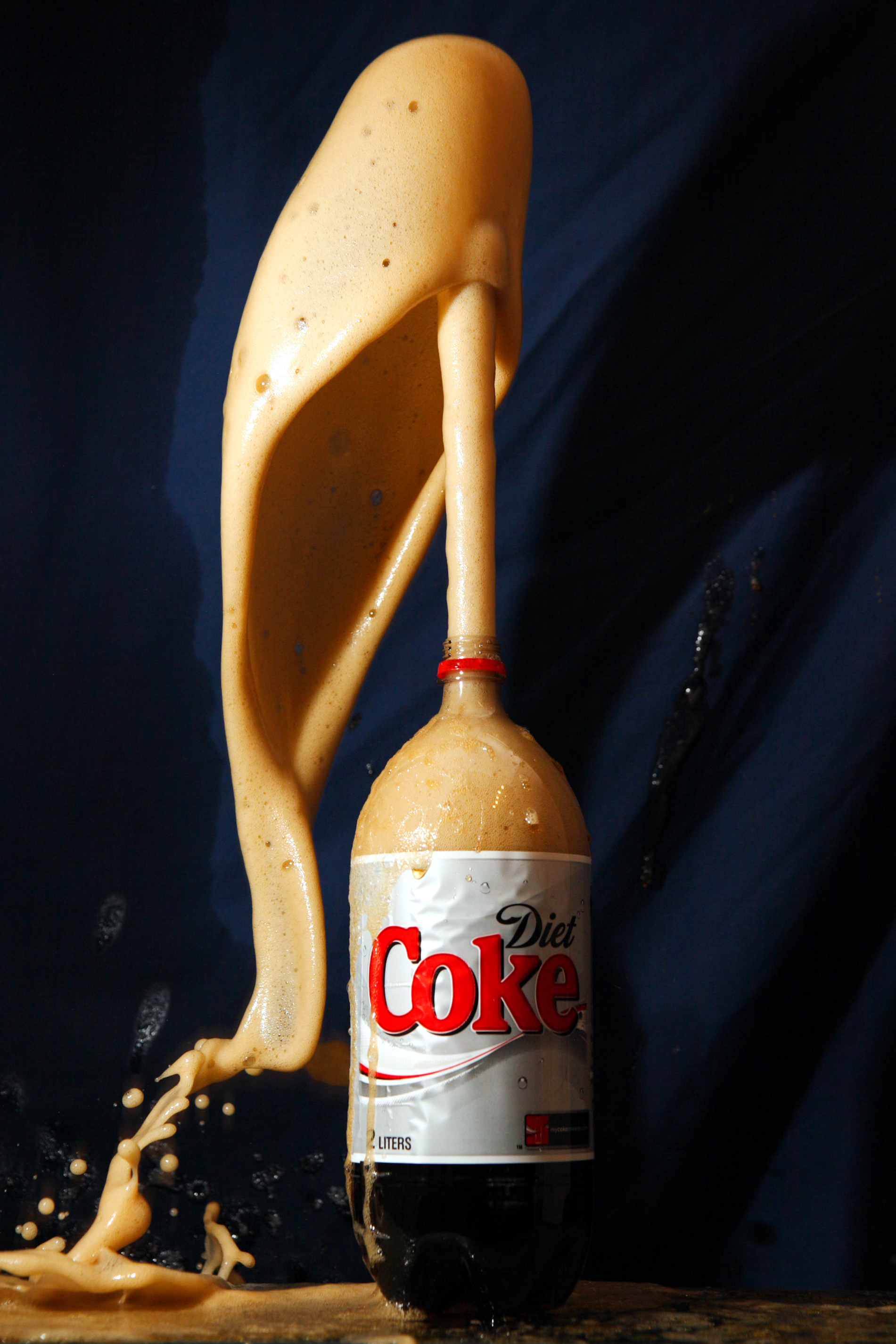
다이어트 콜라에 멘토스를 넣자 폭발하는 콜라.

멘토스(영어:  Mentos)는 세계적인 사탕 브랜드이다. 1932년에 네덜란드에서 최초로 개발되었다. 현재 퍼페티 반 멜레사의 상표이다. 납작한 공의 모양을 하고 있으며, 먹으면 여러 가지 과일 맛이 나고 씹지 않고 빨아먹으면 색소가 빠져 흰색이 된다.14개가 들어있는 종이 팩에 팔고 있으나, 예외로 ‘Sour Mentos’는 11개씩 들어있다. 미국에만 판매되는 멘토스도 있다. 슬로건은 ‘the freshmaker’이며, 많은 지하철역의 자판기나 마트에서 판매되고 있다. 대한민국의 경우 예전에는 근화제약에서 수입하여 판매했었으나 현재는 농심이 판매하고 있다. 콜라와 같은 탄산음료에 넣으면 표면장력을 낮추는 멘토스로 인해 거품이 폭발적으로 일어나게 된다.

## 같이 보기
- 과자